# آيت الحاج مسعود (آيت بعزي)
آيت الحاج مسعود هو دُوَّار يقع بجماعة زاوية بن احميدة، إقليم الصويرة، جهة مراكش آسفي في المملكة المغربية. ينتمي الدوّار لمشيخة آيت بعزي التي تضم 13 دوار. يقدر عدد سكانه بـ 695 نسمة حسب الإحصاء الرسمي للسكان والسكنى لسنة 2004.

## وصلات خارجية
- البوابة الوطنية للجماعات الترابية
- المندوبية السامية للتخطيط